# 烏達瓦河 (普肖爾河支流)
烏達瓦河（俄语：Удава），是東歐的河流，流經烏克蘭和俄羅斯，屬於普肖爾河的左支流，發源自普羅霍德，河口處在米罗皮利亚和扎普西利亞之間，河道全長25公里。